# ハリー・ワーナー
ハリー・ワーナー（Harry (Harold) Morris Warner、1881年12月12日 - 1958年7月25日）は、映画会社ワーナー・ブラザースの設立者の1人。

## 生涯
ロシア帝国領ポーランドクラスノシェルツ村（Krasnosiel(e), 現・マゾフシェ県マクフ郡）で生まれた。靴屋・商人であった父ベンヤミン・ヴァルナー（Benjamin Warner, 恐らくもとはヴァルナ Varna あるいは ヴロナ Wrona＝烏）は、東欧系ユダヤ人で、1876年にペルル・レア・アイヒェルバウム（Perl Leah Eichelbaum）と結婚し、3人の子を儲けた。
その1人ヒルシュ・アイヒェルバウム（Hirsch Eichelbaum）として、ロシア領ポーランドのイディッシュ語（ユダヤ系の言語）を話す環境に生まれた。その兄弟の1人は4歳で死んだが、1890年に両親及び生き残った妹アンナと共にドイツ・ハンブルクからカナダに渡航。その後、米国・ボルチモア市に移住。オハイオ州ヤングスタウンに移住した際、ワーナー（ウォーナー）に姓を変える。
後に生まれた兄弟、アルバート（エイブ、1882年 - 1967年）、サム（サミュエル、1887年 - 1927年）、ジャック（ジェイコブ、1892年 - 1978年）と共に1923年ワーナー・ブラザースを設立。アメリカにトーキー映画時代をもたらした。
1958年にハリウッドにて亡くなったが、その功績を称えてハリウッド・ウォーク・オブ・フェームに彼の名にちなんだ星がある。